# Lophopoenopsis
Lophopoenopsis är ett släkte av skalbaggar. Lophopoenopsis ingår i familjen långhorningar.
Kladogram enligt Catalogue of Life:
| Lophopoenopsis | \| \| Lophopoenopsis albosparsus \| \| \| \| \| \| Lophopoenopsis singulare \| \| \| \| |
|                | \| \| Lophopoenopsis albosparsus \| \| \| \| \| \| Lophopoenopsis singulare \| \| \| \| |
|                | Lophopoenopsis albosparsus                                                              |
|                |                                                                                         |
|                | Lophopoenopsis singulare                                                                |
|                |                                                                                         |